# 25404 Shansample
25404 Shansample este un asteroid din centura principală de asteroizi.

## Descriere
25404 Shansample este un asteroid din centura principală de asteroizi. A fost descoperit pe 3 noiembrie 1999 la Socorro, New Mexico, în cadrul proiectului LINEAR. Asteroidul prezintă o orbită caracterizată de o semiaxă mare de 2,32 ua, o excentricitate de 0,17 și o înclinație de 2,6° în raport cu ecliptica.